# Gelbfärber-Regenfrosch
Der Gelbfärber-Regenfrosch (Diasporus citrinobapheus) ist ein Frosch, der in den mittelamerikanischen zentralen Kordilleren von West-Panama entdeckt wurde. Er wurde erstmals im Jahre 2012 beschrieben. Der Name citrinobapheus ist aus dem Griechischen citrinos citrin-Gelb und bapheus Farbe abgeleitet. Der Name soll darauf hinweisen, dass die gelbe Körperfarbe abfärbt, wenn man den Frosch anfasst.

## Merkmale
Die Männchen des Gelbfärber-Regenfrosches erreichen eine Kopf-Rumpf-Länge von 17,3 bis 19,7 mm, das einzige vermessene Weibchen war 21,8 mm lang. Der Kopf ist fast so breit wie lang, in Bezug auf die Kopf-Rumpf-Länge aber vergleichsweise breit. Das Tympanum, die Membran des Hörorgans, ist von Haut bedeckt, der Umriss jedoch deutlich erkennbar. Die Zähne des Pflugscharbeins (Vomer) sind wenig entwickelt. Die Finger- und Zehenscheiben sind leicht vergrößert und meist dreieckig, die Subarticulartuberkel gerundet, sehr flach und fast nicht sichtbar. 
Alle untersuchten Exemplare zeigten dorsal Schattierungen von hell gelb und orange, einige mit dunkelgrauen und/oder weißlich-gräulichen Flecken. Ventral ist die Art bis auf die gelbe Haut über der einzelnen Kehl-Schallblase des Männchens fast farblos transparent. Der interorbitale (zwischen den Augen verlaufende) Streifen des Weibchens war chamoisfarben, der eines Männchens roh umber, durch eine sehr feine Sprenkelung gebildet. Oberseits ist die Haut glatt mit vereinzelten, niedrigen Pusteln, bauchseitig ist sie grob areoliert.

## Verbreitung
Der Gelbfärber-Regenfrosch wurde an den karibischen Abhängen der westlichen Serranía de Tabasará und an beiden, den pazifischen und karibischen, Abhängen der östlichen Serranía de Tabasará in mittlerer Höhe von 680 bis 790 m gesammelt.

## Lebensweise und Lebensraum
Die Männchen rufen, schwer zu erkennen, aus sehr dichter Vegetation. Ihre Rufaktivität ist bei Einbruch der Dunkelheit am höchsten und endet, wenn es Nacht wird. Während der Rufe sitzen sie, am Boden bis in drei Meter Höhe, an der Oberseite oder der Unterseite eines Blattes. Das einzige weibliche Exemplar wurde am Tag, gegen 15:00 Uhr, in einem noch eingerollten, jungen Bananenblatt, welches offenbar als Tagesversteck diente, gefunden. Die Art scheint nicht nur in alten Wäldern, sondern auch in Sekundärwald und Plantagen heimisch zu sein. Offene Habitate wie Weideland scheint sie zu meiden.